# CIE 1964 色空間
'CIE 1964 '(U*, V*, W*) 色空間 (シーアイイー 1964 いろくうかん) は、CIE UVW色空間 (シーアイイー ユーブイダブリューいろくうかん) としても知られる色空間であり、CIE 1960 色空間を基に国際照明委員会（CIE）が1964年に定めた色空間である:
{\displaystyle U^{*}=13W^{*}(u-u_{0}),\quad V^{*}=13W^{*}(v-v_{0}),\quad W^{*}=25Y^{1/3}-17}
ここで、 (u0, v0) は白色点であり、Yは三刺激値の輝度に相当する。指数部のアスタリスク (*)は、各々の変数が以前に定義された色空間よりも、知覚的により均等な色空間であることを示している (CIELABと同様の例)。
ギュンター・ヴィゼッキーはUVW色空間を、等しい輝度で比較しなくとも色差を計算することを目的に定義した。 W*は、LaddとPinney およびGlasser他 の表現方法を簡略化した明度を定義する。色度成分U*およびV*は、アダムスの色価色空間と同様、白色点を原点に取る。このような座標を定義することで、色度を(U*)2 + (V*)2 = C で表される定数Cの彩度であらわすことができる。また、色度軸は明度に対して縮尺され、明度が加減する場合においても、彩度はそれぞれ加減することができ、色度 (u, v) は一定となる。

## 色度と色差
色度係数は、マンセル系の色空間を基に選択されており、明度の差異ΔW = 1は、色度の差異{\displaystyle {\sqrt {\Delta U^{2}+\Delta V^{2}}}=13} に対応する(近似的に)。
このようにして係数が選択され、CIEUVWにおける色差は単純なユークリッド距離として定義される:
{\displaystyle \Delta E_{CIEUVW}={\sqrt {(\Delta U^{*})^{2}+(\Delta V^{*})^{2}+(\Delta W^{*})^{2}}}}